# Marconnelle
Marconnelle (Aussprache [maʁkɔˈnɛl]) ist eine französische Gemeinde mit 1076 Einwohnern (Stand: 1. Januar 2022) im Département Pas-de-Calais in der Region Hauts-de-France (vor 2016: Nord-Pas-de-Calais). Sie gehört zum Arrondissement Montreuil und ist Mitglied im Gemeindeverband Communauté de communes des 7 Vallées. Die Einwohner werden Marconnellois und Marconnelloises genannt.

## Geographie
Marconnelle liegt etwa 48 Kilometer südsüdöstlich von Boulogne-sur-Mer an der Canche. Umgeben wird Marconnelle von den Nachbargemeinden Guisy im Norden, Hesdin-la-Forêt im Nordosten, Osten und Südosten, Capelle-lès-Hesdin im Süden und Südwesten sowie Bouin-Plumoison im Westen.

## Bevölkerung
| Einwohnerentwicklung      | Einwohnerentwicklung | Einwohnerentwicklung | Einwohnerentwicklung | Einwohnerentwicklung | Einwohnerentwicklung | Einwohnerentwicklung | Einwohnerentwicklung | Einwohnerentwicklung |
| ------------------------- | -------------------- | -------------------- | -------------------- | -------------------- | -------------------- | -------------------- | -------------------- | -------------------- |
| Jahr                      | 1962                 | 1968                 | 1975                 | 1982                 | 1990                 | 1999                 | 2006                 | 2013                 |
| Einwohner                 | 995                  | 986                  | 1239                 | 1489                 | 1334                 | 1312                 | 1293                 | 1172                 |
| Quelle: Cassini und INSEE |                      |                      |                      |                      |                      |                      |                      |                      |

## Sehenswürdigkeiten
- Kirche Sainte-Croix aus dem 18. Jahrhundert

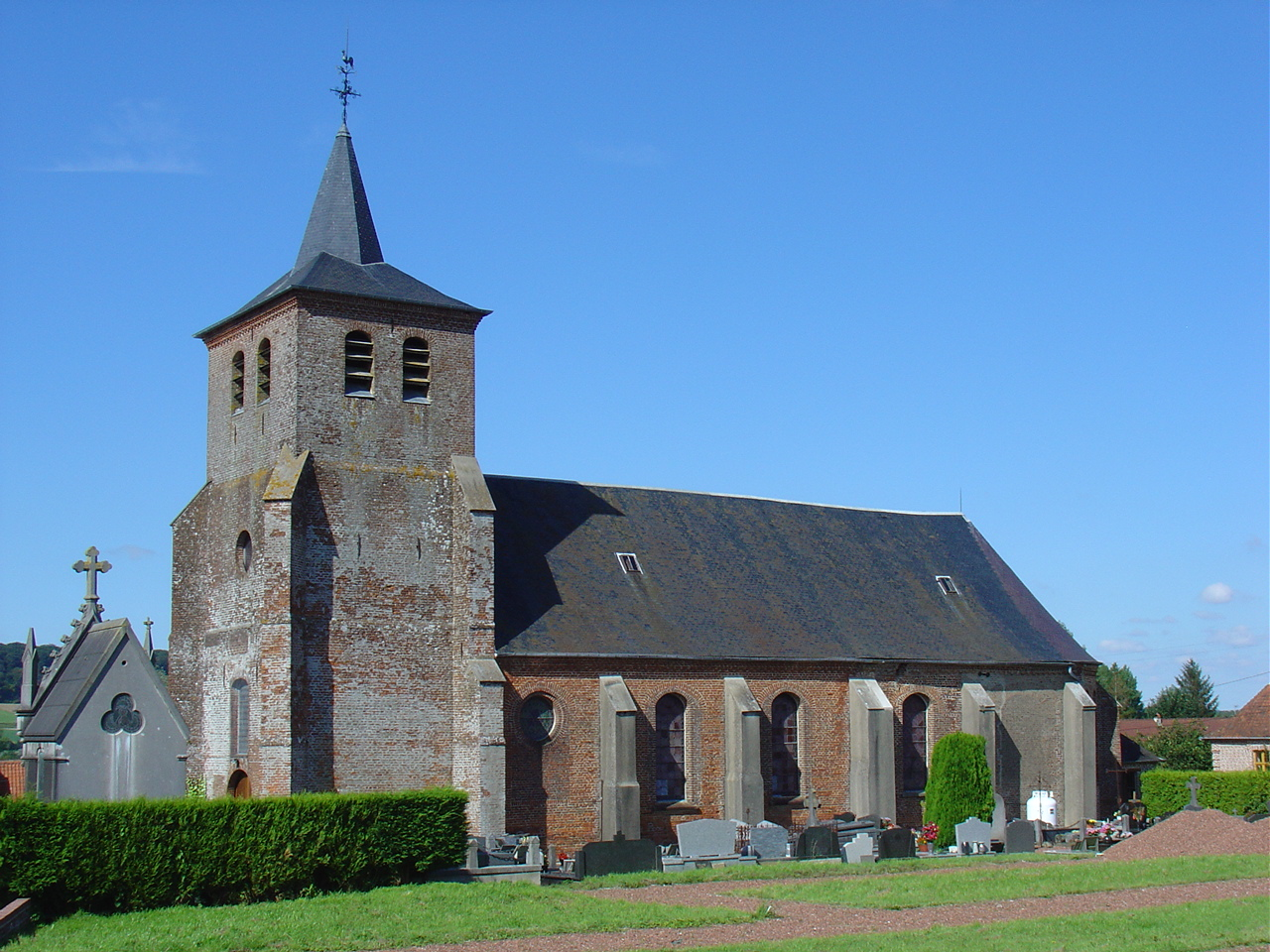
Kirche Sainte-Croix